# Live on Ten Legs
Live on Ten Legs è un album live dei Pearl Jam, pubblicato il 17 gennaio 2011 a livello internazionale, ed il giorno seguente negli Stati Uniti d'America.

## Descrizione
L'album raccoglie una serie di esibizioni registrate in diversi concerti tenuti dalla band tra il 2003 ed il 2010. Il disco può essere considerato una continuazione del primo album live ufficiale della band, Live on Two Legs, pubblicato nel 1998, e celebra di fatto i primi vent'anni di carriera dei Pearl Jam.
Le registrazioni dei brani sono a cura dello storico ingegnere della band, John Burton, mentre il lavoro di mixaggio in studio è stato svolto da Brett Eliason.
All'interno del disco sono contenute anche due cover: la traccia di apertura è Arms Aloft di Joe Strummer and the Mescaleros, ed è presente anche Public Image dei Public Image Ltd.

## Tracce
1. Arms Aloft – 3:27 (Joe Strummer, Scott Shields, Martin Slattery, Simon Stafford, Luke Bullen) – Cover di un brano di Joe Strummer and the Mescaleros
2. World Wide Suicide – 3:16 (Eddie Vedder)
3. Animal – 2:41 (Dave Abbruzzese, Jeff Ament, Stone Gossard, Mike McCready, Eddie Vedder)
4. Got Some – 2:57 (Eddie Vedder, Jeff Ament)
5. State of Love and Trust – 3:18 (Eddie Vedder, Mike McCready, Jeff Ament)
6. I Am Mine – 3:23 (Eddie Vedder)
7. Unthought Known – 3:55 (Eddie Vedder)
8. Rearviewmirror – 7:00 (Dave Abbruzzese, Jeff Ament, Stone Gossard, Mike McCready, Eddie Vedder)
9. The Fixer – 3:27 (Matt Cameron, Mike McCready, Stone Gossard)
10. Nothing as It Seems – 5:13 (Jeff Ament)
11. In Hiding – 4:52 (musica: Eddie Vedder, Stone Gossard)
12. Just Breathe – 3:53 (musica: Eddie Vedder)
13. Jeremy – 5:19 (musica: Eddie Vedder, Jeff Ament)
14. Public Image – 2:52 (musica: John Lydon, Keith Levene, Jah Wobble, Jim Walker) – Cover di un brano dei Public Image Ltd.
15. Spin the Black Circle – 3:05 (musica: Eddie Vedder, Dave Abbruzzese, Jeff Ament, Stone Gossard, Mike McCready)
16. Porch – 7:00 (musica: Eddie Vedder)
17. Alive – 6:21 (musica: Eddie Vedder, Stone Gossard)
18. Yellow Ledbetter – 5:20 (musica: Jeff Ament, Mike McCready, Eddie Vedder)

Durata totale: 77:19

## Reazioni della critica
| Recensione       | Giudizio |
| ---------------- | -------- |
| Rolling Stone    |          |
| All Music Guide  |          |
| MusicOMH         |          |
| Drowned in Sound |          |

L'album ha avuto recensioni generalmente positive, con un punteggio medio calcolato dall'aggregatore Metacritic pari a 73 su 100.
Secondo Stephen Thomas Erlewine di All Music Guide, «gli spettacoli dal vivo dei Pearl Jam non sono incentrati sul virtuosismo, bensì sulla forza, l'energia e l'esperienza; un'esperienza che è in qualche modo ridimensionata dalla registrazione, ma non di molto».
Greg Moffitt della BBC ha dato all'album una recensione piuttosto favorevole: pur affermando che Live on Ten Legs «probabilmente non verrà mai ricordato come un grande album», secondo il critico musicale, le tracce del disco raggiungono un'elevata coerenza, al punto che «è facile dimenticarsi che alcune di queste registrazioni sono separate da 7 anni».
Andy Greene di Rolling Stone ha dato all'album un punteggio di 4 stelle su 5, scrivendo che si tratta di una compilation «perfetta per tutti coloro che non vogliono perdersi nel mare di bootleg ufficiali pubblicati dai Pearl Jam», ma anche di un «promemoria del fatto che i Pearl Jam sono una delle migliori band dal vivo al mondo».
Andrew Burgess di MusicOMH sottolinea che «una larga parte dello zoccolo duro dei loro fan ha già sentito abbastanza materiale live per sapere cosa aspettarsi. Tuttavia, Live on Ten Legs cattura 18 momenti brillanti nella storia di una delle più costanti band della musica rock».

## Classifiche
| Classifica (2011)     | Posizione massima |
| --------------------- | ----------------- |
| Austria               | 21                |
| Australia             | 15                |
| Belgio (Fiandre)      | 28                |
| Belgio (Vallonia)     | 40                |
| Canada                | 2                 |
| Danimarca             | 32                |
| Francia               | 107               |
| Germania              | 23                |
| Irlanda               | 41                |
| Italia                | 13                |
| Messico               | 42                |
| Nuova Zelanda         | 22                |
| Paesi Bassi           | 9                 |
| Polonia               | 44                |
| Portogallo            | 1                 |
| Spagna                | 12                |
| Stati Uniti d'America | 21                |
| Svizzera              | 31                |

## Formazione
- Eddie Vedder - voce, chitarra
- Stone Gossard - chitarra
- Mike McCready - chitarra
- Jeff Ament - basso elettrico
- Matt Cameron - batteria